# Dinochernes wallacei
Espèce
Dinochernes wallacei est une espèce de pseudoscorpions de la famille des Chernetidae.

## Distribution
Cette espèce est endémique de Floride aux États-Unis. Elle se rencontre dans le comté d'Alachua.

## Description
La femelle holotype mesure 5,4 mm.

## Étymologie
Cette espèce est nommée en l'honneur de Howard Keefer Wallace.

## Publication originale
- Muchmore, 1975 : Pseudoscorpions from Florida. 4. The genus Dinochernes (Chernetidae). Florida Entomologist, vol. 58, no 4, p. 275-279 (texte intégral).